# Samoidae
Samoidae – rodzina pajęczaków z rzędu kosarzy i podrzędu Laniatores zawierająca około 50 opisanych gatunków, w tym dwa kopalne.

## Opis
Przedstawiciele tej rodziny osiągają od 2 do 6 mm długości ciała o barwie od jasnobrązowej do zielonożółtej lub żółtej z ciemnym nakrapianiem, czasem ciemnobrązowe.

## Występowanie
Gatunki zamieszkujące Polinezję, Melanezję, Australię, Meksyk, Indie Zachodnie i Wenezuelę są niezwykle podobne, podczas gdy gatunki z Afryki, Madagaskaru, Seszeli i Indonezji wydają się nie należeć do tej rodziny.

## Nazwa
Nazwa rodzajowa Samoa pochodzi od Samoa.

## Systematyka
Rodzina zawiera około 50 opisanych gatunków w 26 rodzajach:
- Rodzaj: Akdalima Silhavy, 1977
  - Akdalima jamaicana V. Silhavy, 1979
  - Akdalima vomeroi Silhavy, 1977

- Rodzaj: Arganotus Silhavy, 1977
  - Arganotus macrochelis (Goodnight & Goodnight, 1953)
  - Arganotus robustus V. Silhavy, 1979
  - Arganotus strinatii V. Silhavy, 1979

- Rodzaj: Badessa Sørensen, in L. Koch 1886
  - Badessa ampycoides Sørensen, in L. Koch 1886

- Rodzaj: Badessania Roewer, 1949
  - Badessania metatarsalis Roewer, 1949

- Rodzaj: Benoitinus M. Rambla, 1983
  - Benoitinus elegans M. Rambla, 1983

- Rodzaj: Cornigera M. A. González-Sponga, 1987
  - Cornigera flava M. A. González-Sponga, 1987

- Rodzaj: Feretrius Simon, 1879
  - Feretrius quadrioculatus (L. Koch, 1865)

- Rodzaj: Fijicolana Roewer, 1963
  - Fijicolana tuberculata Roewer, 1963

- Rodzaj: Hovanoceros Lawrence, 1959
  - Hovanoceros bison Lawrence, 1959

- Rodzaj: Hummelinckiolus V. Silhavy, 1979
  - Hummelinckiolus parvus V. Silhavy, 1979
  - † Hummelinckiolus silhavyi Cokendolpher & Poinar, 1998

- Rodzaj: Kalominua Sørensen, 1932 — Venezuela
  - Kalominua alta (M. A. González-Sponga, 1987)
  - Kalominua bicolor Sørensen, 1932
  - Kalominua bromeliaca (M. A. González-Sponga, 1987)
  - Kalominua inermichela (H. E. M. Soares & S. Avram, 1981)
  - Kalominua leonensis (M. A. González-Sponga, 1987)
  - Kalominua manueli (M. A. González-Sponga, 1987)
  - Kalominua minuta (M. A. González-Sponga, 1987)
  - Kalominua tiarensis (M. A. González-Sponga, 1987)

- Rodzaj: Malgaceros Lawrence, 1959
  - Malgaceros boviceps Lawrence, 1959

- Rodzaj: Maracaynatum Roewer, 1949
  - Maracaynatum cubanum V. Silhavy, 1979
  - Maracaynatum linaresi (H. E. M. Soares & S. Avram, 1981)
  - Maracaynatum mariaeteresae M. A. González-Sponga, 1987
  - Maracaynatum orchidearum Roewer, 1949
  - Maracaynatum stridulans V. Silhavy, 1979
  - Maracaynatum trinidadense V. Silhavy, 1979

- Rodzaj: Microconomma Roewer, 1915
  - Microconomma armatipes Roewer, 1915

- Rodzaj: Mitraceras Loman, 1902 — Seychelles
  - Mitraceras crassipalpum Loman, 1902
  - Mitraceras pulchra M. Rambla, 1983

- Rodzaj: Neocynortina Goodnight & Goodnight, 1983
  - Neocynortina dixoni Goodnight & Goodnight, 1983

- Rodzaj: Orsa V. Silhavy, 1979
  - Orsa daphne V. Silhavy, 1979 — Haiti

- Rodzaj: Parasamoa Goodnight & Goodnight, 1957
  - Parasamoa gressitti Goodnight & Goodnight, 1957

- Rodzaj: Pellobunus Banks, 1905
  - Pellobunus camburalesi M. Rambla, 1978
  - Pellobunus haitiensis (V. Silhavy, 1979)
  - Pellobunus insularis Banks, 1905
  - Pellobunus insulcatus (Roewer, 1954)
  - Pellobunus longipalpus Goodnight & Goodnight, 1947
  - Pellobunus mexicanus Goodnight & Goodnight, 1971
  - † Pellobunus proavus J. C. Cokendolpher, 1987
  - Pellobunus trispinatus Goodnight & Goodnight, 1947

- Rodzaj: Reventula V. Silhavy, 1979
  - Reventula amabilis V. Silhavy, 1979

- Rodzaj: Samoa Sørensen, in L. Koch 1886
  - Samoa variabilis Sørensen, in L. Koch 1886
  - Samoa obscura Sørensen, in L. Koch 1886
  - Samoa sechellana M. Rambla, 1983

- Rodzaj: Sawaiellus Roewer, 1949
  - Sawaiellus berlandi Roewer, 1949

- Rodzaj: Tetebius Roewer, 1949
  - Tetebius latibunus Roewer, 1949

- Rodzaj: Vlachiolus V. Silhavy, 1979
  - Vlachiolus vojtechi V. Silhavy, 1979

- Rodzaj: Waigeucola Roewer, 1949
  - Waigeucola palpalis Roewer, 1949